# Pujo (stát)
Pujo (korejsky 부여 – Pujŏ, čínsky v českém přepisu Fu-jü, pchin-jinem Fúyú, znaky zjednodušené 夫馀, tradiční 夫餘) bylo korejské království, které existovalo od druhého století před naším letopočtem do roku 494 našeho letopočtu v oblasti severní Korey a jižního Mandžuska.
Považovalo se za nástupnický stát království Kočoson, které definitivně zaniklo v roce 108 př. n. l. pod útoky dynastie Chan. Není jasné, kdy přesně Pujo vzniklo, ale zmínky jeho jména jsou dochovány již z období válčících států.
Za nástupce království Pujo se považovaly státy Kogurjŏ a Päkče.